# Цонево
Цонево (болг. Цонево)  —  село в Болгарии. Находится в Варненской области, входит в общину Дылгопол. Население составляет 2 420 человек.

## Политическая ситуация
В местном кметстве Цонево, в состав которого входит Цонево, должность кмета (старосты) исполняет Георги  Савов Костадинов (Граждане за европейское развитие Болгарии (ГЕРБ)) по результатам выборов правления кметства.
Кмет (мэр) общины Дылгопол —  Светлё Христов Якимов (Движение за права и свободы(ДПС)) по результатам выборов в правление общины.